# Nikolai Zatéiev
Nikolai Vladímirovitx Zatéiev (rus: Николай Владимирович Затеев; 30 de juny de 1926 – 28 d'agost de 1998) va ser un tripulant de submarins rus i Capità de 1a Classe de la Marina Soviètica, notable per ser el comandant del malaguanyat submarí soviètic K-19 al juliol de 1961 durant la fuga del refrigerant dels reactors nuclears del submarí classe Hotel. L'actuació de Zatéiev i de la seva tripulació aconseguiren evitar el desastre, malgrat exposar-se a la radiació. Després de l'accident, Zatéiev i la resta de la tripulació van haver de guardar el secret respecte als fets, i només se'ls permeté narrar-ho després del col·lapse de la Unió Soviètica. Zatéiev publicà les seves memòries sobre els fets, que van ser usades com a base per a diversos treballs sobre l'incident, així com per a un documental el 2002 i per la pel·lícula K-19: The Widowmaker, estrenada el 2007. En aquestes memòries, Zatéiev criticà l'accelerada producció del primer míssil balístic nuclear submarí soviètic. La seva acció i la de la seva tripulació el 4 de juliol de 1961 va rebre una nominació conjunta pel Premi Nobel de la Pau al març del 2006.

## Biografia
Zatéiev va néixer a Nijni Nóvgorod. Va ser allistat a l'Exèrcit Roig el 1943, i estudià a l'Acadèmia Naval Preparatòria de Bakú. Passà el curs de navegació i va ser comissionat a l'Acadèmia Superior Naval M.V. Frunze de Leningrad. A finals de la dècada de 1940 s'uní a la flota del Mar Negre, servint en submarins primer com a oficial de navegació, sent promocionat fins al càrrec d'Oficial Executiu. El 1954 completà el Curs Especial Avançat per Oficials, rebent el comandament del seu propi submarí. Per l'excel·lent actuació artillera del seu submarí va ser recompensat amb una ràpida promoció per ordre del Ministre de Defensa, mariscal Júkov. El 1958 va ser destinat a la Flota del Nord, rebent el comandament del nou submarí K-19 quan aquest va ser comissionat.

### El K-19

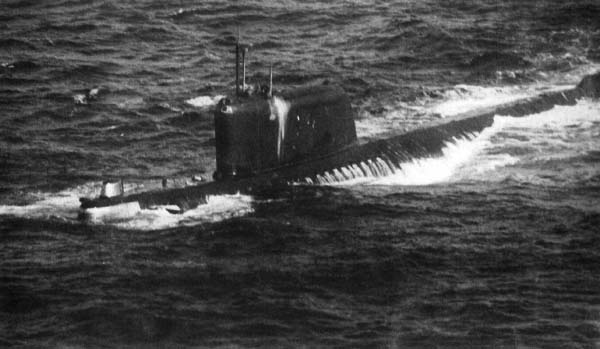
El K-19, vist des d'un helicòpter de la US Navy.

El 4 de juliol de 1961, mentre que el K-19 operava prop del sud de Groenlàndia, la pressió de l'aigua al reactor nuclear d'estribord es desplomà a causa d'una fuga del refrigerant en una zona del reactor molt difícil d'accedir. La pèrdua del refrigerant causà que el reactor comencés a sobreescalfar-se, posant en perill les barres de control i, com Zatéiev creia erròniament, podia causar una explosió nuclear. El capità creia que una explosió així podria causar danys a una base de l'OTAN propera i podria causar una guerra nuclear entre la Unió Soviètica i els Estats Units. Mikhaïl Gorbatxov posteriorment escriuria que "una explosió a bord del K-19 podria haver estat presa per una provocació militar o fins i tot per un intent de llançar un atac nuclear a la costa nord-americana. Una resposta immediata per part dels Estats Units i de l'OTAN hauria fet esclatar una Tercera Guerra Mundial." Vuit tripulants van morir pocs dies després del 4 de juliol, després de treballar al nucli del reactor, tot i que un sistema de refrigeració improvisat avortà qualsevol possibilitat d'una catàstrofe. El K-19 va ser remolcat a port i els seus reactors van ser substituïts durant els dos anys posteriors.
Després de l'incident Zatéiev i la tripulació van ser instruïts perquè guardessin silenci sobre l'accident, i no es comunicà res ni a la tripulació de relleu del K-19 ni a les famílies d'aquells que van morir. Les víctimes per enverinament radioactiu van ser enterrats en taüts de plom al mar, d'acord amb la carta que Mikhaïl Gorbatxov envià al Comitè Noruec del Nobel el 2006. No es va permetre parlar sobre l'afer als supervivents fins al 1990. L'1 de febrer del 2006 només en quedaven 56.

### Després del K-19
Després de l'accident Zatéiev va ocupar diversos destins a terra. Entre 1962-65 estudià a l'Acadèmia Naval de Leningrad i, posteriorment, va ser nomenat cap de departament a la Base Naval de Leningrad i al Quarter General Naval de Moscou. El 1972 era cap del departament de proves responsable d'acceptar els nous vaixells des de les drassanes. Es retirà el 1986 i a partir de 1990 va estar àmpliament involucrat als afers dels veterans de la Marina Soviètica. Va morir el 1998 d'una malaltia pulmonar, sent enterrat a Moscou, prop dels seus camarades del K-19.

## En la cultura popular
El personatge del capità "Alexei Vostrikov", interpretat per Harrison Ford a la pel·lícula del 2002 K-19: The Widowmaker està basat en Zatéiev.

## Condecoracions
- Orde de la Bandera Roja
- Orde del Servei a la Pàtria a les Forces Armades de 3a classe
- Orde del Valor Personal
- Medalla de la victòria sobre Alemanya en la Gran Guerra Patriòtica 1941-1945